# Déjà vu (canción de Gustavo Cerati)
«Déjà vu» es una canción del músico de rock argentino Gustavo Cerati, producida por él y Héctor Castillo. Está incluida en el quinto y último álbum de estudio en solitario del compositor, Fuerza natural (2009). Fue lanzado el día 20 de julio de 2009.
"Déjà vu" es una de las canciones más conocidas y exitosas de Cerati; fue ganadora de un Premio Grammy Latino en noviembre de 2010, en la categoría de  Mejor Canción de Rock, cuando el artista se encontraba en coma luego de sufrir un accidente cerebrovascular.

## Video musical
El video fue lanzado el 30 de septiembre de 2009 mediante YouTube por el canal oficial de Cerati. Este primer video ha sido concebido detrás de una idea original basada en armar con todos los temas de Fuerza Natural un único y gran videoclip en forma de película o road movie, que conforma una gran historia de viaje surreal y fantástico a través de espacios, tiempos, lugares y personajes. Estos planes no llegaron a concluirse debido al accidente cerebrovascular que sufrió Cerati en mayo de 2010.
Dejá vu, la primera entrega de este road movie, es un fragmento de este trayecto en el cual Cerati viaja con una extraña caja luminosa a través de un paisaje desértico y solitario. A su vez, se encuentra con una imagen repetitiva (un déjà vu) de una mujer que baila ensimismada y alocadamente delante de un tren plateado y luminoso que pasa detrás de ella como un loop infinito.
El video dura 2 minutos y 38 segundos, en donde se escuchan fragmentos de las canciones: Fuerza Natural, Déjà Vu y Magia. Fue producido y dirigido por  LANDIA en locaciones reales de Salta, Argentina. La dirección creativa estuvo a cargo de Summer (Ricki Vior y Leo Prat), mientras que la artística de Maxi Blanco, Andy Fogwill y Summer. El formato de grabación fue 16mm, la postproducción fue llevada a cabo por Che revolution Post, la transferencia y colorización por Jorge Russo, la edición por Pablo Colella, la fotografía por Guillermo Romero, la bailarina que interpreta el Deja Vu es Loreley Portas, el vestuario por Manuel Morales, los peinados por ROHO, el maquillaje por Sebastián Estrada e Ivanna Kiss y el casting por Villegas Bros. El jefe de producción por Hernán Dalmasso.

## Recepción
La canción fue bien aceptada por los críticos y el público en general. Sin embargo, muchos expresaron que sus expectativas para un tema de regreso eran mayores. El crítico Andre Casillas comparó el último tema de Cerati con la famosa banda irlandesa U2, diciendo que No Line on the Horizon desearía tener una canción tan buena como esta en él. Su puntaje fue de 7/10. Carlos Reyes y Jean-Stephane Beriot dieron una calificación de 6 puntos sobre 10, argumentando que "Déjà vu" no es de los mejores temas del cantante. Juan Manuel Torreblanca dijo que Déjà vu tiene una perfecta estructura pop y memorables melodías, junto a letras poéticas; no obstante, también opinó en su crítica que no rompió mi corazón, no me levanta de la cama esperando oírla, queriendo tomar una ducha mientras la bailo, no cambia mi vida. Su puntuación fue la mejor de las cuatro, con 8 puntos sobre 10.
En la página oficial de la revista Rolling Stone (en su edición argentina) se pudo escuchar el audio de Déjà vu a partir del día de lanzamiento. Sin embargo, los editores no emitieron opinión alguna sobre el tema.

## Ficha técnica
- Letra, música, voz, guitarras eléctricas y programación - Gustavo Cerati
- Batería - Sterling Campbell
- Bajo - Fernando Nalé
- Guitarras eléctricas - Gonzalo Córdoba
- Órgano Hammond - Glenn Pastcha
- Coros, percusión y programación adicional - Leandro Fresco

## Posicionamiento en listas
| País           | Lista                       | Mejor posición |
| -------------- | --------------------------- | -------------- |
| Estados Unidos | Billboard Latin Pop Airplay | 32             |
| México         | Billboard Mexico Airplay    | 14             |
| Argentina      | Argentina Top 100           | 2              |
| Chile          | Chile Top 100               | 7              |
| Colombia       | Colombia Top 40             | 12             |

### Listas de fin de año
| Lista (2009)      | Posición |
| ----------------- | -------- |
| Argentina Top 100 | 40       |